# Jakob Hallgren

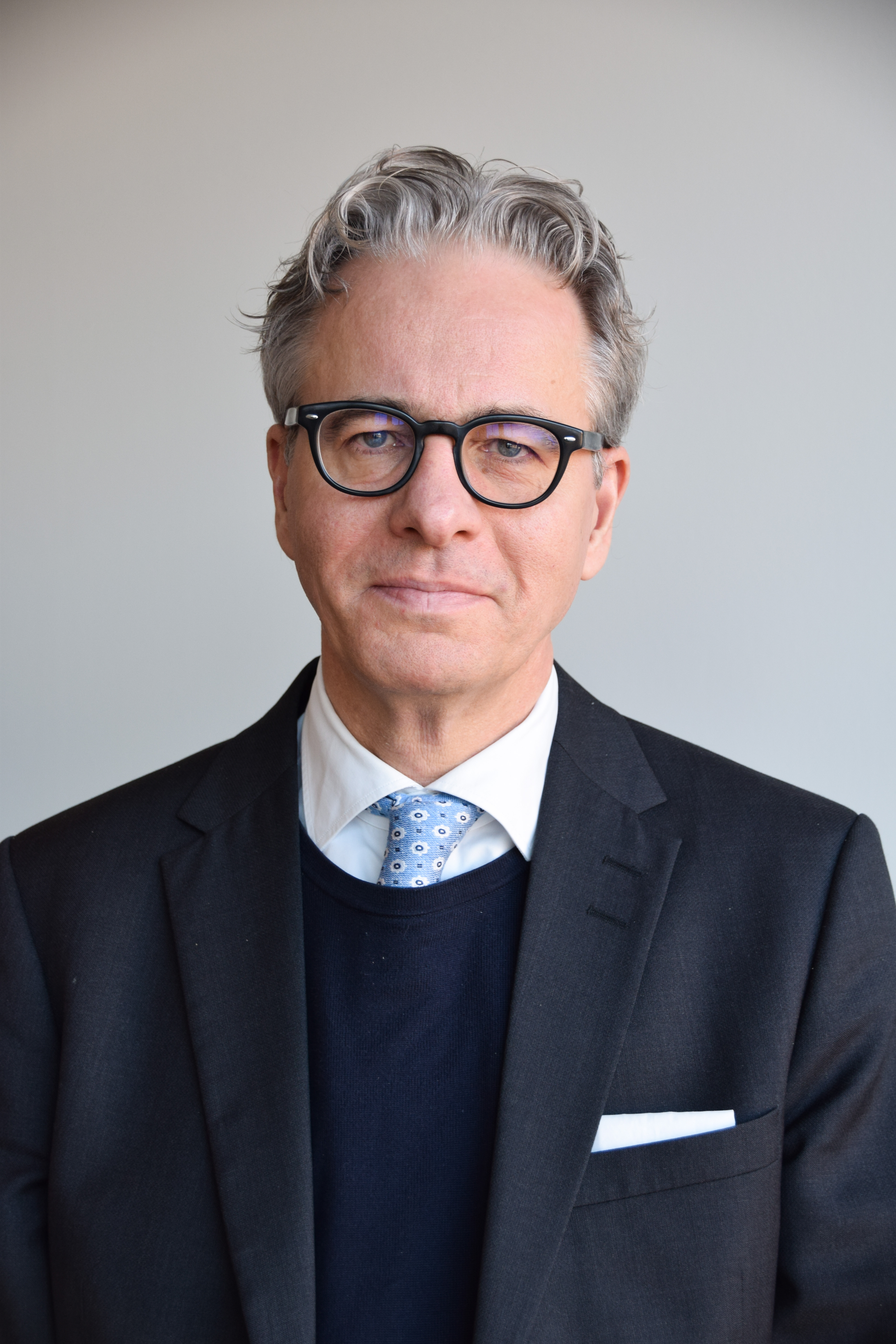
Hallgren år 2022

Jakob Hallgren, född 1967 i Glumslöv, är en svensk diplomat och expert inom internationella relationer. Han är direktör för Utrikespolitiska institutet (UI) och styrelsemedlem i Alva Myrdal-centrum för kärnvapennedrustning vid Uppsala universitet och Institutet för Turkietstudier vid Stockholms universitet.  
År 2021 var han Sveriges ambassadör för nedrustning och icke-spridning, där han representerade Sverige i internationella insatser för att begränsa spridningen av massförstörelsevapen. Mellan 2018 och 2021 tjänstgjorde han som Sveriges ambassadör i Sydkorea, där han arbetade för att stärka svensk handel, diplomati och fredsinitiativ på Koreahalvön och 2012 - 2018 var han biträdande direktör för Stockholms internationella fredsforskningsinstitut  (SIPRI), där han ledde dialoger med Nordkorea och Iran samt hanterade fredsprojekt i Mali.
Tidigare roller inom  Sveriges Utrikesdepartement (UD) omfattade ansvar för humanitärt bistånd och konflikthantering, europeisk säkerhetspolitik samt representation av Sverige i Genève (2006–2010), där han arbetade med katastrofriskreducering och humanitära relationer med organisationer som Internationella rödakorskommittén och FN-organ.  Han har även tjänstgjort vid Sveriges permanenta representation i Genève, vid den svenska ambassaden i Sarajevo samt vid Försvarsmakten/MUST och Folke Bernadotteakademin.  
Utöver dessa roller har han återkommande medverkat i media i frågor som rör svensk säkerhetspolitik, inklusive Sveriges NATO-ansökan och kriget i Ukraina. 
Hallgren har en master i internationella relationer från London School of Economics and Political Science och talar engelska och franska.

## Medverkan i media
- I augusti 2024 medverkade han i Studio Ett i Sveriges Radio tillsammans med Oscar Jonsson, doktor i krigsvetenskap och forskare vid Försvarshögskolan, i ett samtal om Ukrainakriget.[6]

- I november 2024 medverkade han åter i Sveriges Radio för att resonera kring den senaste utvecklingen i det rysk-ukrainska kriget. Detta skedde mot bakgrund av att USA och andra västmakter gett Ukraina tillåtelse att använda långdistansrobotar in på ryskt territorium.[7]